# شافورني (أين)
شافورني (بالفرنسية: Chavornay)‏ هي بلدية فرنسية تقع في إقليم الأين في فرنسا. رمز إنسي لها هو:1097. أما الرمز البريدي لها فهو: 1510.